# Іспанія в Європейському Союзі
Відносини Королівства Іспанія та Європейського Союзу — це вертикальні відносини за участю наднаціональної організації та однієї з її держав-членів. Ці відносини перейшли від двосторонніх до членства в 1986, коли Королівство Іспанія приєдналася до Європейських Співтовариств.

## Передвступна історія
Іспанія вперше подала заявку на приєднання до Європейського економічного співтовариства 9 лютого 1962 під час диктатури Франциско Франко, яку міністр закордонних справ Фернандо Марія Кастіелла відправив до президента Ради Моріса Куве де Мурвіля. Але оскільки ЄЕС вважала за краще, щоб Іспанія мала демократичний режим, у вступі було відмовлено шляхом простого підтвердження отримання листом від 6 березня. На той рік готувалися документи, де вимагалося, щоб для членства Іспанія мала бути демократичною державою:
- Доповідь Біркельбаха від 15 січня 1962 депутата Європарламенту Віллі Біркельбаха була представлена в Європейському парламенті під назвою «Політичні та інституційні аспекти приєднання або асоціації до Співтовариства», де вимагалася ця вимога. Але це не завадило іншим типам стосунків.[2]
- Сарагатський меморандум: у травні 1962 італійська делегація в Раді міністрів вимагала, щоб основа політичного режиму мала такі критерії, як критерії засновників. У цьому випадку це також запобігало будь-яким асоціаціям.[2]
- Вето в Раді Міністрів Громади. Договори ЄОВС, ЄЕС та ЄВРАТОМ вимагали одноголосного голосування в Раді для включення нових держав. Його також мають ратифікувати відповідні парламенти.

Пізніше ця вимога була чітко визначена в 1964 Європейським парламентом:

Держави, чиї уряди не мають демократичної легітимности, і чиї народи не беруть участь у прийнятті урядових рішень — безпосередньо або через вільно обраних представників — не можуть бути прийняті до Співтовариства.

Однак ця вимога була неоднозначною, зважаючи на угоди з Грецією та колишніми африканськими колоніями, укладені до запиту Іспанії.
14 лютого 1964 посол Іспанії в ЄЕС Карлос Міранда-і-Квартін ( граф Каса Міранда) згадав попередній лист і попросив провести переговори з Громадою. З цього приводу Рада від 2 липня уповноважила Комісію провести ці пошукові переговори, які розпочалися 9 листопада 1964 року. 23 листопада 1966 року Комісія зробила детальний звіт про бесіди, в якому порадила двоетапну митну формулу для інтеграції економіки Іспанії в економіку співтовариства. Внесений до Ради міністрів, він не був затверджений і 11 липня 1967 р. разом із робочими групами встановив мандат на переговори.
Позиція Іспанії щодо європейської інтеграції мала недовіру, оскільки вона стикалася з панівним на той час іспанським націоналізмом і непередбаченою вимогою демократизації. Оскільки режим Франко не міг вижити в ізоляції, він розпочав економічну лібералізацію в 1959 році з Національного плану економічної стабілізації. У будь-якому випадку, для Співтовариства Іспанія не була пріоритетом щодо переговорів про нові кандидатури, оскільки саме та, яку запропонувала Сполучене Королівство, була та мала великий вплив на кандидатуру Іспанії. Важливими були й відмінності між державами-членами, наприклад, Бельгія (в якій виділялася позиція соціалістичного президента Поля-Анрі Спаака) та Італія, яка не визнавала Іспанію Франко як асоційовану державу; Федеративна Республіка Німеччина та Франція, які були сприятливими; і невизначені Нідерланди та Люксембург. Важливою серед цих умов були протести європейських лівих проти не встановлювати відносини з урядом, який не поважає права людини.
З усіх цих причин політичне рішення полягало в проведенні переговорів з виключно економічною метою, що призвело до підписання преференційної угоди 29 червня 1970 року, що означало зниження тарифів між ЄЕС та Іспанією. У тому ж передбачуваному скороченні в Іспанії сільськогосподарська продукція на 21% і промислова на 53% і взаємно на 13% і 22% відповідно. Вона була розширена Протоколом 29 січня 1973 року.
Під час політичного переходу 26 липня 1977 року уряд Іспанії під головуванням Адольфо Суареса подав нову заявку. Після неї Комісія схвалила розпочати переговори про вступ 29 листопада 1978 року, які почалися 5 лютого 1979 року. Це було політичне рішення щодо зміцнення зароджуваних демократій Греції, Португалії та Іспанії, але воно спричинило значні економічні труднощі з огляду на менший розвиток цих південноєвропейських держав і що означало, що ЄЕС матиме 329 мільйонів жителів, що спричинило за собою далекосяжні інституційні та економічні зміни.
У той же час від початку цієї заявки, між 1977 і 1980 роками, Іспанія повинна була виконати декілька вимог для цього приєднання щодо загальноєвропейських цінностей та поваги до гідности людини:
- Іспанія ратифікувала Міжнародні пакти про громадянські права та про економічні та культурні права Організації Об'єднаних Націй.
- Іспанія приєдналася до Ради Європи (організації, відмінної від Європейського Співтовариства), де підписала Європейську конвенцію про захист прав людини і основоположних свобод. Вона також підписала Європейську соціальну хартію та визнала компетенцію Європейської комісії з прав людини розглядати претензії окремих осіб.

## Перемовини про вступ

Процес розширення того, що спочатку було Європейським економічним співтовариством, а потім Європейським Союзом.

Незважаючи на те, що жодна з дев'яти держав, які на той момент утворили ЄЕС, не виступала проти розширення, переговори затягнулися понад шість років, аж до березня 1985 року. У той час як Греція завершила свої перемовини про вступ набагато раніше, підписавши договір про приєднання в травні 1979 року і вступивши 1 січня 1981 року. Європейське співтовариство тоді складалося з шести ветеранських держав: Федеративна Республіка Німеччина, Бельгія, Франція, Італія, Люксембург та Нідерланди; а також ті, які приєдналися в 1973 році в Данії, Ірландії та Сполучене Королівство.
Після виборів 28 жовтня 1982 року Іспанська соціалістична робітнича партія перемогла з абсолютною більшістю голосів і взяла кермо уряду. Раніше, на початку того ж місяця жовтня, попередній уряд УХД відбувся черговий державний переворот. Відтоді переговори перебували в руках президента Феліпе Гонсалеса, Фернандо Моран у портфелі закордонних справ і Мануель Марін, колишній держсекретар з питань рибальства, відповідальний за відносини з Європейськими Співтовариствами.
З 1981 року Європейський інвестиційний банк почав надавати Іспанії важливі позики для сприяння адаптації її структур, яка спочатку передбачалася закінчитися на вищезгадану дату 1 січня 1984 року, але потім була відкладена державами-членами, особливо Францією, яка, зіткнувшись з конкуренцією з боку іспанської продукції, домагалася перегляду Спільної сільськогосподарської політики (CAP) перед вступом. У той же час ЄЕС з бюджетних міркувань продовжила внутрішню кризу, яка ускладнила та затягнула ці переговори. Було два розділи, сільське господарство та рибальство, які практично не розглядалися через внутрішні реформи Співтовариства. Переговори про вступ співпали за часом із жорсткою промисловою реконверсією металургійного, морського, промислового виробництва тощо, що вимагало значної кількості державних коштів.

### Спеціальні регіони
У процесі інтеграції Іспанії до ЄС виникли три окремі випадки: Канарські острови, Сеута та Мелілья. Два північноафриканських міста зберегли попередні звільнення від податків і зборів. Архіпелаг в угоді був виключений з митного союзу, сільськогосподарської політики спільноти та обов'язкового ПДВ. Однак це було відхилено парламентом Канарських островів. 22 червня 1985 року, тобто після підписання Акту, для чого були потрібні подальші переговори, що стало можливим, оскільки щодо конкретних питань Акт про приєднання дозволяв змінювати умови європейської інтеграції.

### Вступ до Європейських Співтовариств
Акт про приєднання Іспанії до Європейських співтовариств був підписаний в Мадриді 12 червня 1985 року прем'єр-міністром Феліпе Гонсалесом у Колонній залі Королівського палацу. Також були присутні міністр закордонних справ Фернандо Моран, держсекретар зі зв’язків з європейськими співтовариствами Мануель Марін та постійний представник посол у Європейських спільнотах Габріель Ферран.
Іспанія вносить свої знання як стара нація і свій ентузіазм як молодих людей з переконанням, що майбутнє єдности є єдино можливим.

Ідеал європейської інтеграції актуальний як будь-коли, тому що його нав’язують нам вимоги сьогодення, а тим більше — завтрашнього.— Феліпе Гонсалес. Голова уряду Іспанії. 12 червня 1985 року.

## Політичні відносини
Після вступу Іспанії відбулися інституційні зміни:
- У Раді: Іспанія, яка була п’ятою за чисельністю населення країною в Співтоваристві, отримала вісім голосів у Раді в порівнянні з десятьма, які мають чотири найбільш густонаселені країни. Кваліфікована більшість була встановлена у 54 голоси.
- У Комісії: Іспанія мала двох із 17 комісарів, які мали Європейську комісію. Першими були Мануель Марін і Абель Матутес.
- У Парламенті: 60 євродепутатів із 518 місць дісталися Іспанії. Перші вибори мають відбутися протягом двох років. Вони відбулися 10 червня 1987 року. До цього часу Іспанія буЛА представлена в Європейському парламенті 60 делегатами, обраними пропорційно від парламентарів (депутатів і сенаторів) кожної партії.
- У Суді Європейських Співтовариств: кількість суддів зросла з 11 до 13, а кількість генеральних адвокатів – з 5 до 6.
- В Економіко-соціальному комітеті: Іспанія мала 21 члена.
- У Рахунковій палаті: був створений представник від кожної з держав-членів.
- У Європейському інвестиційному банку: з п’яти віце-президентів до шести. Нове віце-президентство розділили між собою Іспанія та Португалія. У раді директорів Іспанії було призначено два місця і одне Португалії. Замінник мав бути спільним для цих двох держав. Іспанський керуючий банку є другим віце-президентом і міністром економіки.

## Економічні відносини
Після приєднання іспанська економіка зростала вищими темпами, ніж в інших одинадцяти країнах-членах. У 1985 р. валовий внутрішній продукт (ВВП) становив 164 250 млн. дол., а в 1989 р. (після чотирьох років перебування в ЄЕС) він збільшився в 2,3 рази і досяг 379 360 млн. дол. дохід на душу населення зріс з 4290 до 9330 доларів. Інвестиції в промисловому секторі були вище 10%. Це було особливо значущим у трьох автономних спільнотах (Андалусія, Естремадура та Кастилія-Ла-Манча), де існувало екстенсивне сільськогосподарське виробництво. З іншого боку, тваринницькі виробництва північних громад зазнали найбільшого негативного впливу через високу конкуренцію.
Щодо галузі, то відбулася модернізація за рахунок іноземних інвестицій та використання нових технологій. Більш динамічні сектори, такі як текстиль, автомобілі, суднобудування, залізо і сталь, мали менше перешкод, ніж очікувалося. Рівень безробіття, який у 1980-х роках був двозначним і сягав понад 20%. У 1991 році він становив 16%. Дефіцит торгівлі зріс утричі між 1986 і 1991 роками, більше купували з-за кордону, ніж експортували.
Через три з половиною роки після приєднання – у червні 1989 року – Іспанія включила свою національну валюту (песету) до біржового механізму Європейської валютної системи, заснованого Францією, Італією, Данією, Нідерландами та Люксембургом з 1979 року. Так само Іспанія підкріпила свою прихильність до інтеграції, підписавши Шенгенську угоду в червні 1991 року, яка, заглиблюючись у концепцію «Європи без кордонів», передбачала поступове скасування прикордонного контролю між державами-членами.

### Євро
У грудні 1995 року, що збіглося з закінченням другого головування Іспанії в ЄС, у Мадриді було узгоджено деномінацію «євро» для спільної європейської валюти, впровадження якої успішно відбулося з січня 2002 року. Цей факт зробив Іспанію учасником, як членом-засновником, нової європейської валюти, що означало ефективну матеріалізацію такого об’єднуючого проєкту, як ЄВС, який прагне до економічної інтеграції всіх держав-членів.

## Відносини ЄС з Латинською Америкою через Іспанію
В Акті про приєднання є кілька посилань на аспекти відносин з Латинською Америкою, з прогресивним застосуванням Системи узагальнених преференцій статті 178 Договору про приєднання (яка надає пріоритет відносинам Співтовариства з так званими країнами АКТ: Африки, Карибського басейну та Тихого океану, надавши їм пільговий режим). Конкретно прийнято спільну декларацію про наміри щодо розвитку та інтенсифікації відносин з країнами Латинської Америки та «Декларацію Королівства Іспанія щодо Латинської Америки». Винятки також включені для продуктів, які імпортує Іспанія, таких як тютюн, какао та кава.